# Kanako Murakami
Kanako Murakami (jap. 村上 佳菜子, Murakami Kanako; * 7. November 1994 in Nagoya) ist eine japanische Eiskunstläuferin, die im Einzellauf startet.
Murakami wurde 2010 in Den Haag Juniorenweltmeisterin. Im gleichen Jahr gewann sie bei Skate America und damit ihren ersten Grand-Prix-Wettbewerb bei den Senioren. Sie qualifizierte sich damit erstmals für das Grand-Prix-Finale der Senioren und errang die Bronzemedaille. Im Jahr 2011 schaffte es Murakami erstmals auf das Podium bei den Japanischen Meisterschaften der Senioren. Damit qualifizierte sie sich für ihre erste Weltmeisterschaft, die sie auf dem achten Platz beendete. 2012 verbesserte sie sich bei der Weltmeisterschaft auf den fünften Platz. Außerdem war sie in diesem Jahr Teil des japanischen Teams, das die World Team Trophy gewann. 2013 errang Murakami mit Bronze ihre erste Medaille bei Vier-Kontinente-Meisterschaften. Bei der Weltmeisterschaft konnte sie sich mit ihrem vierten Platz, im Vergleich zum Vorjahr, erneut verbessern. Sie stellte dabei persönliche Bestleistungen in allen Segmenten und der Gesamtleistung auf.

## Ergebnisse
| Olympische Winterspiele         |         |         |         |         |         | 12.     |         |
| Weltmeisterschaften             |         |         | 8.      | 5.      | 4.      | 10.     |         |
| Vier-Kontinente-Meisterschaften |         |         |         | 4.      | 3.      | 1.      |         |
| World Team Trophy               |         |         |         | 1.      |         |         |         |
| Juniorenweltmeisterschaften     |         | 1.      |         |         |         |         |         |
| Japanische Meisterschaften.     | 7.      | 5.      | 3.      | 3.      | 2.      | 2.      | 5.      |
| -                               |         |         |         |         |         |         |         |
| Grand-Prix-Wettbewerb / Saison  | 2008/09 | 2009/10 | 2010/11 | 2011/12 | 2012/13 | 2013/14 | 2014/15 |
| Grand-Prix-Finale               |         |         | 3.      |         |         |         |         |
| Skate America                   |         |         | 1.      |         |         |         |         |
| Skate Canada                    |         |         |         |         | 3.      |         |         |
| Cup of Russia                   |         |         |         |         | 4.      | 7.      |         |
| NHK Trophy                      |         |         | 3.      |         |         |         | 4.      |
| Trophée Eric Bompard            |         |         |         | 4.      |         |         |         |
| Cup of China                    |         |         |         | 6.      |         | 4.      | 3.      |